# Isambulo
Isambulo ist ein Jazzalbum von Linda Sikhakhane. Die im Mai 2022 in Basel entstandenen Aufnahmen erschienen 2022 auf Ropeadope Records.

## Hintergrund
Auf seinem dritten Album mit dem Titel Isambulo greift Linda Sikhakhane das Thema der inneren Befreiung seines letzten Albums wieder auf, das Spiritualität, Abstammung und Freiheit erforscht, und diese erste Melodie gibt den Ton für den Rest der Arbeit an. In „Gog'uldah“ huldigt Sikhakhane seiner Großmutter mütterlicherseits. „Isambulo“ bedeutet in Sikhakhanes Muttersprache isiZulu „Offenbarung“, notierte Ano Shumba. Das Projekt ist das Ergebnis imaginärer Reisen und stellt einen Reisenden dar, der Wege durch Musik und Vorstellungskraft entdeckt. Dies beschreibt Sikhakhane als „spirituelle Erfahrung“; das Album enthält Themen, die historische Ereignisse widerspiegeln, die es einem ermöglichen, sich selbst zu erschließen. „Bei diesem speziellen Projekt habe ich mich stark an verschiedene religiöse Konzepte gelehnt“, sagte der Saxophonist. „Diese Aussage wird durch das gesamte Werk gestützt, da jeder Song Sie durch diese religiösen Konzepte führt. Allein der kreative Prozess dieses Projekts hat gezeigt, dass das Morgen noch nicht feststeht, aber man das Jetzt wirklich annehmen kann.“
Das Album entstand bei einem Aufenthalt von Sikhakhane am Zentrum für Afrikastudien in Basel. Auf dem Album spielte Linda Sikhakhane (Tenor- und Sopransaxophon) mit dem Pianisten Lucca Fries, dem Bassisten Fabien Iannone, dem Schlagzeuger Jonas Ruther; des Weiteren wirkten El Hadji Ngari Ndong, Percussion, Matthias Spillmann, Trompete, sowie die Vokalisten Paras und Anna Widauer mit.

## Titelliste
- Linda Sikhakhane: Isambulo (Ropeadope Records)

1. Inner Freedom (revisited) 6:58
2. Gog'uIdah 3:40
3. Isambulo 6:36
4. uNongoma 6:01
5. Umbhedesho 1:43
6. A Day Passed 3:52
7. Ikhandlela 5:48
8. Hymn for the Majors 4:15

Die Kompositionen stammen von Linda Sikhakhane.

## Rezeption
Der südafrikanische Jazz sei nicht mehr von Standards, modalen Experimenten und coolen Attitüden geprägt, sondern von Aufruhr, Krach und Tumult, meinte Makgotso Nkosi in Culture Review. Zu all dem Chaos komme die Suche nach Spiritualität, die Sehnsucht nach Gemeinschaft mit dem Göttlichen. Man könne fast die Inspiration spüren, die zwischen John Coltrane und afrikanischer Volksmusik balanciert. Neben Coltrane habe unter anderem die Musik von Winston Mankunku Ngozi und Nduduzo Makhathini Sikhakhanes Kompositionen beeinflusst; „Hymn for The Majors“ zeuge von diesem klanglichen Einfluss. Der Schoß der Unterdrückung und der Drang, die neue Welt zu erkunden, hätten Bedingungen geschaffen, die afrikanisierte demokratische Ideale durchdrungen hätten und die in der komplexen musikalischen Notation verborgen seien, was in Isambulo offensichtlich werde.
Im Down Beat wurde Isambulo mit vier von fünf Sternen bewertet. Dort schrieb Josef Woodard: Während seines Studienaufenthalts in New York City sei Sikhakhane zwar in die New Yorker Jazz-Kultur eingetaucht, aber gleichzeitig fest in seiner Herkunft verwurzelt geblieben. Dieser Akt der Balance werde auf seinem starken dritten Album „Isambulo“ offensichtlich. „Offenbarung“ sei ein passender Titel für ein Album, das effektiv Grenzen überschreite und kulturelle Archetypen verwische, um eine Art Neo-Afro-Jazz zu schaffen. Sikhakhane vermittle die konzentrierte Kraft seines Saxophons auf dem Album, scheine aber weniger auf Effekthascherei aus als auf die Integrität der größeren musikalischen Aussage, die über die gesammelten Aufnahmen und das Kollektiv vermittelt werde. Hypnotische Ostinati, gespielt von Klavier und Bass, würden manchmal die Stücke erden, wie beim modalen Opener „Inner Freedom (Revisited)“ und dem langsam gebrauten Titelstück, was durch Trompeter Matthias Spillmann verstärkt würde. Ausgewählte Gesangsparts würden sich in den Kontext einfügen, ohne vom Gesamtfokus abzulenken. Das Album ende mit der friedvollen Note von „Hymn for the Majors“, auf der Sikhakhane das Erbe von Coltranes meditativen Modalitäten anzapfe und durch sein Saxophon Schönheit und Hoffnung vermittle.